# José Carlos Castillo
José Carlos Castillo es un exfutbolista guatemalteco que se desempeñaba como mediocampista, su último club fue Antigua GFC de la primera división del fútbol de Guatemala.

## Selección nacional
Ha sido internacional con la Selección de fútbol de Guatemala mayor y Sub-20 donde participó en el Mundial Sub-20 de 2011.

### Participaciones en Copa Mundial
| Copa                                  | Sede     | Resultado        |
| ------------------------------------- | -------- | ---------------- |
| Copa Mundial de Fútbol Sub-20 de 2011 | Colombia | Octavos de final |

## Clubes
| Club           | País      | Año  |
| -------------- | --------- | ---- |
| Universidad SC | Guatemala | 2013 |
| Antigua GFC    | Guatemala | 2013 |

- Datos: Q3810421